# Nisaxis tomentosa
Nisaxis tomentosa är en skalbaggsart som först beskrevs av Aubé 1833.  Nisaxis tomentosa ingår i släktet Nisaxis och familjen kortvingar. Inga underarter finns listade i Catalogue of Life.